# Ludvik Holstad
Ludvik Aspelund Holstad, né le 1er août 1998, est un coureur cycliste norvégien.

## Biographie
Ludvik Holstad commence la compétition cycliste à l'âge de onze ans par le VTT. Jusqu'à ses quinze ans, il pratique en parallèle le football et le ski de fond. Il finit toutefois par délaisser ces sports pour se consacrer exclusivement au vélo, qu'il apprécie davantage. Sa première licence est prise dans un club de Kongsvinger.
Chez les juniors, il finit troisième du championnat de Norvège de cyclo-cross en 2014 et 2015. En 2016, il devient champion national du critérium. Il est également sélectionné en équipe nationale sur route. Sous les couleurs de son pays natal, il termine deuxième d'une étape de la Course de la Paix juniors (derrière Tadej Pogačar) et huitième de Paris-Roubaix juniors. Il représente par ailleurs son pays aux championnats d'Europe et aux championnats du monde juniors. Après ses performances, il intègre l'équipe continentale Sparebanken Sør pour ses débuts espoirs. Il rejoint ensuite la formation Joker-Icopal durant l'été 2018. Avec cette structure, il se classe notamment septième d'une étape du Tour de Bretagne et onzième de la Ronde de l'Oise en 2019.
En 2021, l'équipe Joker Fuel of Norway disparaît en raison de problèmes financiers. Ludvik Holstad redescend alors au niveau amateur en prenant une licence au Lillehammer CK. Toujours compétitif, il remporte une course nationale et le classement de la montagne de l'Okolo Jižních Čech en 2022. Il finit par ailleurs troisième du Ringerike Grand Prix et quatrième du Sundvolden Grand Prix.
Lors de la saison 2023, il obtient de bons résultats sur la Ronde de l'Oise en terminant deuxième d'une étape et cinquième du classement général. Il prend la seconde place de La Gainsbarre, une épreuve du calendrier national français. L'année suivante, il prolonge sa carrière avec le Lillehammer CK, qui accède au niveau continental. De nouveau engagé sur la Ronde de l'Oise, il conclut cette édition 2024 à la sixième place.
En mars 2025, il s'impose au sprint sur une étape du Tour de Rhodes. Il s'agit de sa première victoire acquise sur une épreuve inscrite au calendrier de l'UCI.

## Palmarès et résultats

### Par année
- 2014
  - 3e du championnat de Norvège de cyclo-cross juniors
- 2015
  - 3e du championnat de Norvège de cyclo-cross juniors
- 2016
  -  Champion de Norvège du critérium juniors
  - 3e du championnat de Norvège du contre-la-montre par équipes juniors
- 2017
  - 3e étape de Roserittet
  - 2e de Roserittet
- 2018
  - Roserittet[4]
- 2022
  - Ronde van Berg
  - 3e du Ringerike Grand Prix
- 2023
  - 2e de La Gainsbarre
- 2025
  - 2e étape du Tour de Rhodes

### Classements mondiaux
| Année                                 | 2018  | 2019  | 2020 | 2021 | 2022  | 2023  | 2024  |
| ------------------------------------- | ----- | ----- | ---- | ---- | ----- | ----- | ----- |
| Classement mondial                    | 2701e | 2369e | nc   | nc   | 1066e | 1841e | 1740e |
| UCI Europe Tour                       | 1788e | 1515e | nc   | nc   | 763e  | 1182e | 1091e |
|                                       |       |       |      |      |       |       |       |
| Légende : nc = non classéSource : UCI |       |       |      |      |       |       |       |